# Багатощетинкові черви
Багатощетинкові черви, або поліхéти (Polychaeta) — клас безхребетних тварин типу кільчастих червів.
Існує близько 10 тис. морських видів. Тіло червоподібне, довжиною від 1 мм до 3 м (Eunice aphroditois). На кожному сегменті є пара недорозвинених кінцівок (параподій) з численними щетинками біля основи. Це донні тварини, зустрічаються прикріплені форми.

## Загальна характеристика класу
Майже всі багатощетинкові кільчасті черви, або поліхети, — морські тварини. Винятком є одиничні прісноводні та паразитичні види. До багатощетинкових кільчаків належать понад 5 300 видів червів, різних як за організацією, так і за способом життя. Серед них є і більш примітивні (первинні) форми, і форми зі спрощеною будовою у зв’язку з пристосуванням до різних умов життя. Більшість поліхет -бентосні тварини, які повзають на дні або зариті в мул чи пісок. Багато з них ведуть сидячий спосіб життя, прикріплюючись до каменів, черепашок, молюсків, ховаючись або у вапнякових трубках, або в трубках з органічних речовин. Проте, серед поліхет є немало пелагічних форм. Більшість поліхет — хижаки, але серед них багато рослиноїдних і всеїдних форм. Сидячі поліхети живляться дрібними тваринами, рослинами і рослинним детритом. Більшість поліхет становлять вагому частину корму багатьох промислових риб та інших морських тварин. Форма тіла більшості поліхет витягнута, червоподібна або дещо сплющена в дорзовентральному напрямі. Тіло поділяється на три відділи: головний, тулубовий і короткий анальний відділ, або пігідіум.
Головний відділ складається із двох частин: 1) власне головної лопаті; 2) ротового відділу. На власне головній лопаті розташовані очі, пара щупальців, або тентакул, пара більш масивних пальп і нюхові ямки. В деяких поліхет головні придатки редуковані, в інших вони розвиваються у великій кількості. На черевній стороні ротового відділу розташований рот, а по його боках декілька пар вусиків. Ротовий відділ більшості поліхет утворений злиттям декількох (2-4) перших тулубових сегментів і лише у найбільш примітивних форм відповідає єдиному першому тулубовому сегменту.
Тулубовий відділ в найбільш примітивних форм складається більшого або меншого числа однакових сегментів. Якщо в тварин із сегментованим тілом сегменти однакові й повторюють один одного по всій довжині тіла, то таку сегментацію називають гомономною. Якщо між сегментами тіла є відмінності (форма, розміри, наявність чи відсутність придатків, різниця у внутрішній будові), тоді це гетерономна сегментація. Гетерономність виражена у всіх поліхет у приєднанні перших тулубових сегментів до голови. Ступінь гетерономності інших тулубових сегментів у поліхет буває різною. Найбільша ступінь гетерономності в сидячих і частини риючих форм. У переважної більшості поліхет по боках стінки тіла, прикриті щетинками. Це локомоторні (рухові) органи — параподії, за допомогою яких поліхети повзають і плавають. У найбільш типових випадках параподії є дволопатевими випинаннями стінок тіла, в які заходить вторинна порожнина тіла (целом). Кожна параподія складаються із основної, або базальної частини та двох лопатей. Спинна параподія має назву нотоподія, черевна — невроподія. Обидві лопаті мають щетинки. Одна із щетинок кожної лопаті особливо сильно розвинута і починається глибоко всередині параподії. Ця щетинка має назву ацикула. Щетинки надзвичайно різноманітні за формою і величиною та складаються з речовини, близької до хітину. На основі черевної лопаті параподії є черевний вусик, а на основі спинної якого часто прилягають зябра. У риючих форм параподії зазнали редукції. У сидячих форм параподії на задньому відділі тіла редуковані, зберігаються лише щетинки й гачечки, за допомогою яких черви утримуються в трубках. Анальний відділ жодних кінцівок немає.
Параподії можна розглядати як зачаток більш досконалої кінцівки вищих безхребетних. Параподії кільчаків виконують рухову, дотикову (за допомогою щетинок і вусиків) функції, а в багатьох політех спинний вусик в органи дихання — зябра.
Тіло покрите одношаровим епітелієм, який виділяє на своїй поверхні тонку кутикулу. М’язи шкірно-м’язового мішка розташовані двома шарами. Під епітелієм лежить шар кільцевих м’язів, які заходять і в параподії. Під кільцевими м’язами містяться добре розвинені поздовжні м’язи, вони не утворюють суцільного шару, а диференційовані на чотири сильно розвинуті м’язові смуги, що тягнуться вздовж тіла. Дві з цих м’язових смуг лежать у спинній, а дві — у черевній частині черв’яка. Крім того, є окремі м’язові пучки, які приводять в рух щетинки. Для поліхет характерна наявність дорзовентральних (спинно-черевних) м’язів. Це м’язові пучки, які проходять похило від спинної до черевної частини шкірно-м’язового мішка. Рухаючись по ґрунті, поліхети здійснюють червоподібні, або хвилеподібні рухи усім тілом, спираючись на параподії. У цих рухах основну роль відіграють найбільш розвинуті поздовжні м’язи та м’язи параподій. Для поліхет властиві також перистальтичні рухи тіла — хвилеподібні скорочення (послідовне стискування й видовження однієї ділянки тіла й розширення сусідньої).
У поліхет наявна вторинна порожнина тіла, або целом, заповнений порожнинною рідиною з розташованими в ній внутрішніми органами (видільними, статевими та ін.). Целом вистелений особливим целомічним, або перитональним епітелієм, який відокремлює порожнинну рідину від навколишніх тканин й органів. Поздовжні м’язи, кишечник та інші органи покриті одношаровим целомічним епітелієм. Інша особливість целому поліхет полягає в його метамерній будові. Первинно кожний сегмент (членик) має по суті свою порожнину, цілком відокремлену від порожнини сусідніх сегментів особливими перегородками — дисепіментами, які утворені двома шарами целомічного епітелію з проміжною речовиною між ними. Більше того, целомічна рідина в кожному сегменті повністю розділена на праву й ліву половину поздовжньою (теж двошаровою) перегородкою. Усередині цієї перегородки проходить кишка, а над і під кишкою розташовані спинна й черевна кровоносні судини. В кожному внутрішньому сегменті поліхет є два целомічні мішечки. Стінки мішечків, що повернуті до сусідніх сегментів, утворюють дисепіменти.
Порожнинна рідина багата на амебоїдні клітини — різні лейкоцити й елеоцити. Перші виконують в основному фагоцитарну функцію, але здатні й до трофічної, тобто до запасання резервних речовин. Остання функція значною мірою властива елеоцитам, які зазвичай переповнені жировими включеннями та відіграють роль своєрідної жирової тканини. Їх резерви використовуються під час формування статевих продуктів. Циркуляція порожнинної рідини відбувається завдяки наявності ділянок миготливого целомічного епітелію та допомагає здійсненню основних функцій целому: поживної, екскреторної та дихальної. Крім того, целом виконує опорно-рухову функцію завдяки нестисненню целомічної рідини та перистальтичним рухам м’язів.

## Травна система
Травна система складається із трьох відділів: ектодермічної передньої, ендотермічної середньої та ектодермічної задньої кишки. До передньої кишки належать глотка й стравохід. У глотку відкривається пара слинних залоз. У багатьох рухливих хижих поліхет, наприклад, у нереіса, глотка перетворюється у зброю нападу. Вона озброєна міцними хітиновими щелепами і може вивертатися або висовуватися далеко вперед. У деяких сидячих поліхет роль ловильного апарату виконують видозмінені пальпи. Середня кишка — це пряма трубка, що проходить крізь дисепіменти та далі переходить у коротку задню кишку.

## Дихальна система
Типовими органами дихання для багатьох поліхет служать зябра, розташовані зазвичай на спинних лопатях (гілках) параподій. У багатьох сидячих форм зябра зосереджені в передній частині тіла. Важливу роль у процесі дихання відіграє шкіра, у якій є густа сітка капілярів. У деяких поліхет немає спеціальних органів дихання (нереїди та деякі інші), а тому дихальну функцію цілком виконує шкіра.

## Кровоносна система
Кровоносна система замкнена. Є дві головні судини — спинна й черевна, які проходять уздовж тіла. Ці судини розташовані над і під кишкою. Спинна й черевна судини з'єднані кільцевими судинами, розташованими метамерно та охоплюють кишечник. Від них відходять кровоносні судини до зябер, шкіри, параподій, видільних органів і кишечнику. Спинна судина має скоротливі стінки. Її пульсація жене кров уперед до голови, а по кільцевих судинах ревній судині кров рухається у зворотному напрямі. Циркуляції крові сприяють також перистальтичні рухи тіла.
Кров поліхет складається з плазми й клітинних елементів — гемоцитів. Плазма містить речовину, яка близька до гемоглобіну та надає крові червоного забарвлення. У деяких поліхет кров забарвлена в зелений колір, тому що в плазмі є зелений дихальний пігмент — хлорокруодин.

## Видільна система
У більшості високоорганізованих поліхет органи виділення — метанефридї. Метанефридіями називають відкриті видільні органи, на відміну від протонефридіїв, метанефридії розташовані метамерно й попарно, але так, що кожний нефридій починається в одному (передньому) сегменті, a закінчується видільним отвором в наступному (задньому). Метанефридій починається більш-менш розширеною лійкою, вкритою війками, яка відкривається в порожнину сегмента. Від лійки починається нефридіальний канал, який переходить через дисепімент до наступного сегмента. Тут нефридіальний канал утворює складний клубок, підходить до стінки тіла й відкривається видільним отвором назовні. До метанефридіїв підходять кровоносні судини. У просвіті нефридіального каналу є війки. Первинно кожному сегменту відповідає пара метанефридіїв, але в багатьох поліхет метанефридії є не в усіх сегментах. Особливо кількість метанефридїв скорочується в сидячих поліхет. У піскожила, який веде риючий спосіб життя, є всього 6 пар метанефридіїв, а в інших може бути ще менше (до двох пар). Видільна функція нефридіїв двоякого роду, Стінки нефридіального каналу пронизані сіткою кровоносних капілярів. Із крові в мутанефридіальний канал поступають продукти дисиміляції. 3 іншого боку, через війчастий апарат виносяться екскрети, які попередньо накопичуються з амебоїдних клітинах целому, а також в особливих клітинах з фагоцитарною функцією і розташованих у певних місцях целомічного епітелію. У міру накопичення зерен твердих екскрементів ці клітини виносяться назовні.

## Нервова система
Важливу частину нервової системи поліхет становить парний надглотковий ганглій, або головний мозок. Від головного мозку відходять навкологлоткові коннективи, які утворюють навкологлокове нервове кільце. Від нервового кільця вздовж тіла тягнуться парні нервові стовбури. На нервових стовбурах тою чи іншою мірою диференціюються парні нервові вузли — ганглії, з'єднані поперечними комісурами. Ганглії розташовані метамерно відповідно до кількості сегментів. Між гангліями є поперечні комісури й нервова система набуває драбинчастої форми.

## Органи чуття
Органи чуття в поліхет розвинуті значно краще, ніж в інших червів. Очі найкраще розвинуті у бродячих поліхет. Дотикові клітини розташовані по всьому тілі. Особливо багато їх на щупальцях, пальпах і параподіальних чутливих вусиках. Поліхети мають також органи хімічного чуття (нюх). Такими є пальпи й миготливі ямки, або нюхальні органи, розташовані на спинній частині головної лопаті. В деяких поліхет є статоцисти органи рівноваги. Статоцисти (5 пар) розташовані в передній частині тіла й частіше трапляються в сидячих поліхет. Очі в цих червів розташовані частіше всього на головній лопаті «надмозкові очі», зазвичай — одна або дві пари. Крім того, у багатьох поліхет є особливі очка, значно простіше побудовані й розташовані на різних місцях тіла: на пальпах, вусиках, по боках тіла.
Переважна більшість поліхет роздільностатеві. Розвиток з перетворенням. Личинка трохофора веде планктонний спосіб життя і морськими течіями переноситься на великі відстані. Таким чином, біологічне значення планктонної личинки — забезпечення поширення виду.

## Спосіб життя
Більшість видів живе у морях та у річках. Деякі живуть у прісних водах, у підстилці тропічних лісів. У морях багатощетинкові черви живуть на дні, де повзають серед каміння, коралів, заростей морської рослинності, зариваються у мул. Серед цих черв'яків є сидячі форми, які будують захисну трубку і ніколи її не покидають. Є серед них і планктонні види. Зустрічаються багатощетинкові черви, головним чином, в прибережній смузі, але іноді їх виявляють на глибині до 8 тис. м. У деяких місцях на 1 м² морського дна мешкає до 90 тис. багатощетинкових червів. Їх поїдають ракоподібні, риби, голкошкірі, кишковопорожнинні, птахи. Тому деяких багатощетинкових спеціально розводять у морі як корм для риб.

## Процеси життєдіяльності та розмноження
Тіло складається з головного відділу, сегментованого тулуба й анальної лопаті. На голові є 2-4 ока, органи дотику— щупальця, органи нюху — нюхальні ямки, у деяких є органи рівноваги (статоцисти).
Дихають всією поверхнею тіла, однак у деяких (у піскожила) на параподіях розміщені зябра — розгалужені вирости тіла. Більшість з них роздільностатеві, розвиток непрямий. 

## Роль у природі та житті людини
Основа живлення багатьох промислових риб, крабів, та інших мешканців водоймищ, а також деякі види приймає в їжу людина, наприклад, тихоокеанський палоло, тіло якого сягає до 1 метра. У період розмноження палоло підіймаються на поверхню води, що полегшує їх промисел. Сидячі багатощетинкові черви беруть участь у природному очищені води від органічних часток, як фільтратори. Відіграють велике значення в розумінні питань подальшої еволюції тварин. 